# Die Prophezeiung
Die Prophezeiung är det tredje musikalbumet av den tyska gruppen E Nomine.

## Normal CD
1. Seit Anbeginn der Zeit...
2. Die Verheissung
3. Deine Welt
4. Schwarzer Traum
5. Mondengel
6. Der Lockruf
7. Das Omen (im Kreis des Bösen)
8. Lauf der Zeit
9. Das Rad des Schicksals
10. Das Orakel
11. Der Blaubeermund
12. Sternenstrum
13. Im Ziechen des Zodiak
14. Die Brücke ins Licht
15. Laetitia
16. Das Rätsel
17. Der Prophet
18. Land der Hoffnung
19. Anderwelt (Laterna Magica)
20. In den Fängen von...
21. Mysteria
22. Friedhof der Engel
23. Die Runen von Asgard
24. Das Erwachen
25. Schwarze Sonne
26. Endzeit
27. Jetzt ist es still

## Klassik Edition
1. Der Weg des Schicksals... Veni, Vidi, Fatum
2. Die Verheissung
3. Deine Welt
4. Das Orakel
5. Der Blaubeermund
6. Der Lockruf
7. Das Omen (im Kreis des Bösen)
8. Schwarze Göttin
9. Morgane le Fay
10. Sternenstrum
11. Im Zeichen des Zodiak
12. Die Brücke ins Licht
13. Laetitia
14. Die Befreiten
15. Friedenshymne
16. Land der Hoffnung
17. Anderwelt (Laterna Magica)
18. Der Geist der Luft
19. Espiritu del Aire
20. Lauf der Zeit
21. Rad des Schicksals
22. Erwachen
23. Schwarze Sonne
24. In den Fängen von...
25. Mysteria
26. Die Rückkehr der Ewigkeit
27. Ein neuer Tag

## Re-Release
1. Seit Angeginn der Zeit...
2. Spiegelbilder
3. Der Verheissung
4. Die Runen von Asgard
5. Im Zeichen des Zodiak
6. Die Brüke ins Licht
7. Mondengel
8. Der Lockruf
9. Anderwelt (Laterna Magica)
10. In den Fängen von...
11. Die Runen von Asgard
12. Das Erwachen
13. Das Omen (im Kreis des Bösen)
14. Der Lauf der Zeit
15. Carpe Noctem
16. Wer den Wind säht
17. Mysteria
18. Das Erwachen
19. Schwarzwe Sonne
20. Endzeit
21. Jetzt ist es still...
22. Deine Welt
23. Schwarzer Traum